# Suliszka
Suliszka (prononciation : [suˈliʂka]) est un village polonais de la gmina de Wierzbica dans le powiat de Radom de la voïvodie de Mazovie dans le centre-est de la Pologne.
Il se situe à environ 8 kilomètres à l'est de Wierzbica (siège de la gmina), 19 kilomètres au sud de Radom (siège du powiat) et à 110 kilomètres au sud de Varsovie (capitale de la Pologne).

## Histoire
De 1975 à 1998, le village appartenait administrativement à la voïvodie de Radom.